# Dermatophagoides pteronyssinus Peptidase 2
Dermatophagoides pteronyssinus Peptidase 2 (Der p 2) ist ein Protein aus der europäischen Hausstaubmilbe Dermatophagoides pteronyssinus. Es ist eines der Haupt-Hausstauballergene des Menschen.

## Eigenschaften
Der p 2 besitzt eine Homologie zum Toll-like Rezeptor MD-2. Neben Der p 1 ist es das Haupt-Hausstauballergen von Dermatophagoides pteronyssinus und kommt in über 80 % der Hausstauballergiker mit Reaktionen gegen D. pteronyssinus vor. In Hausstauballergikern werden Antikörper vom Typ Immunglobulin E gebildet, die zur Diagnose bestimmt werden.